# Рамнефьелльсфоссен
Рамнефьелльсфоссен, Рамнефьелльфоссен, Утигардсфоссен, Утигард (норв. Ramnefjell(s)fossen, Utigardsfossen) — водопад в Норвегии, один из самых высоких в мире (около 800 м).
Рамнефьелльсфоссен расположен на ручье Утигард (Утигардсэльва) в коммуне Стрюн (фюльке Вестланн). Находится у горы Рамнефьеллет и ледника Рамнефьелльсбреэн. Ранее назывался Утигардсфоссен, по названию ручья, однако в конце XX века официальным названием стало Рамнефьелльсфоссен, по близлежащей горе. Гора, в частности, известна тем, что сошедшая с неё в 1905 году лавина обрушилась в озеро Луватнет близ селения Луэн и вызвала 40-метровое цунами, уничтожившее несколько деревушек на берегу.
Водопад питает талая вода из ледника. Поток стекает по гладкой поверхности скалы и внизу разбивается на два ручья, которые затем снова объединяются в один, ниспадающий в долину. В целом можно выделить четыре связанных между собой сегмента. Водопад относится к типу «конский хвост».
Обычно общая высота падения оценивается в 800 м, что делает Рамнефьелльсфоссен одним из высочайших водопадов мира. Ранние издания Книги рекордов Гиннесса также указывали высоту 2 652 футов (800 м). Store norske leksikon приводит высоту 808 м. Однако весьма вероятно, что эта цифра завышена. Возможно, это отчасти связано с уменьшением высоты ледника со времени последних измерений. Согласно данным World Waterfall Database, в настоящее время верхняя часть водопада расположена на высоте 715 м над уровнем моря, а основание — на высоте 130 м над уровнем моря. Таким образом выводится высота 585 м. Эта же цифра приводится в некоторых современных изданиях.